# اسکای اسپورت

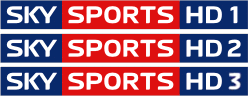
لگوی شبکه‌های اسکای اسپورت

اسکای اسپورت (به انگلیسی: Sky Sports) یک شبکه ورزشی متعلق به گروه اسکای بریتانیا است. اغلب فعالیت این شبکه ورزشی در بریتانیا و ایرلند است.
این شبکه در سال ۱۹۹۰ میلادی تأسیس شده و هم‌اکنون بر روی 4 شبکه ماهواره‌ای قابل دریافت است.
از جمله برنامه‌های این شبکه می‌توان به پخش مسابقات لیگ برتر، جام حذفی، جام اتحادیه انگلستان، مسابقات فوتبال بین‌المللی، لیگ برتر فوتبال اسکاتلند، لیگ قهرمانان اروپا، لا لیگا، مسابقات دارت، کریکت، راگبی، گلف و دیگر ورزش‌ها اشاره کرد.